# Stefan Beuse
Stefan Beuse (* 31. Januar 1967 in Münster) ist ein deutscher Schriftsteller.

## Werdegang
Stefan Beuse arbeitete nach dem Abitur in diversen Werbeagenturen u. a. als Fotograf und Texter sowie als Journalist, u. a. für „Die Zeit“. Seither schreibt er Erzählungen und  Romane. 
Stefan Beuse erhielt neben einer Reihe von Stipendien 1998, 2006 und 2013 den Literaturförderpreis der Stadt Hamburg, 1999 den Preis des Landes Kärnten beim Ingeborg-Bachmann-Wettbewerb in Klagenfurt und den GWK-Literaturförderpreis. Im Frühjahr 2005 war er Writer in Residence an der Cornell University in Ithaca, New York.
2005 wurde sein Roman Kometen unter der Regie von Till Endemann verfilmt (Produktion: Eikon Südwest). Beim 12. Internationalen Shanghai Film-Festival 2006 gewannen Stefan Beuse und Till Endemann für das Drehbuch zum Film den Magnolia-Award. 2012 wurde sein Roman Meeres Stille (Produktion: Julex Film, Berlin) fürs Kino verfilmt.
Beuse lebt in Hamburg.

## Werke
- Die Einsamkeit der Astronauten. Carl Hanser Verlag, München 2023, ISBN 978-3446275928
- Gebrauchsanweisung für Hamburg. Piper, München 2021, ISBN 978-3-492-27755-6
- Der Pinguin sucht das Glück. Carl Hanser Verlag, München 2019, ISBN 978-3-446-26426-7
- Die Ziege auf dem Mond. Carl Hanser Verlag, München 2018. ISBN 978-3-446-26050-4
- Das Buch der Wunder. mairisch Verlag, Hamburg 2017. ISBN 978-3-938539-44-6
- Alles was du siehst. Beck, München 2009. ISBN 978-3406582448.
- Lautlos – sein letzter Auftrag. Fischer-Taschenbuch-Verlag, Frankfurt am Main 2004. ISBN 978-3-596-31620-5.
- Meeres Stille. Piper, München 2003. ISBN 978-3-492-04537-7.
- Die Nacht der Könige. Piper, München 2002. ISBN 978-3492044134.
- Gebrauchsanweisung für Hamburg. Piper, München 2001. ISBN 978-3-492-27524-8.
- Kometen. Kiepenheuer und Witsch, Köln 2000. ISBN 978-3-404-25924-3.
- Wir schießen Gummibänder zu den Sternen. Reclam, Leipzig 1997. ISBN 978-3-379-00766-5.